# Gareth Jones
Gareth Richard Vaughan Jones (13 de agosto de 1905 – 12 de agosto de 1935) foi um jornalista galês assassinado em 1935 provavelmente pela policia secreta soviética, que em março de 1933 relatou pela primeira vez ao mundo ocidental,  sob seu próprio nome, a existência da Fome soviética de 1932–1933, incluindo o Holodomor .
Jones havia relatado anonimamente no The Times em 1931 sobre a fome na Ucrânia Soviética e no sul da Rússia, e, após sua terceira visita à União Soviética, emitiu um comunicado à imprensa em seu próprio nome, e  em Berlim,  em 29 de março de 1933,  descreveu a fome generalizada em detalhes. Relatórios de Malcolm Muggeridge, escrevendo em 1933 como um correspondente anônimo, apareceram contemporaneamente no Manchester Guardian ; seu primeiro artigo anônimo especificando a fome na União Soviética foi publicado em 25 de março de 1933. 
Depois de ser proibido de reentrar na União Soviética, Jones foi sequestrado e assassinado em 1935 enquanto investigava na Mongólia ocupada pelos japoneses; seu assassinato foi provavelmente cometido pela polícia secreta soviética, o NKVD . Após sua morte, o ex-primeiro-ministro britânico David Lloyd George disse: "Ele tinha paixão por descobrir o que estava acontecendo em terras estrangeiras onde quer que houvesse problemas e, na busca por suas investigações, ele evitou correr riscos. . . . Nada escapou à sua observação e ele não permitiu que nenhum obstáculo se desviasse de seu curso quando pensava que havia algum fato que ele poderia obter. Ele tinha o dom quase infalível de conseguir coisas que importavam. "

## Infância e Educação
Nascido em Barry, Glamorgan, Jones estudou na Barry County School, onde seu pai, o major Edgar Jones, foi diretor até cerca de 1933. Sua mãe, Annie Gwen Jones, havia trabalhado na Rússia como tutora dos filhos de Arthur Hughes, filho do industrial siderúrgico galês John Hughes, que fundou a cidade de Hughesovka, a atual Donetsk, na Ucrânia .
Jones se formou na University College of Wales, Aberystwyth em 1926, com um diploma de primeira classe em francês. Ele também estudou na Universidade de Estrasburgo e no Trinity College, Cambridge, onde se formou em 1929 com outro primeiro em francês, alemão e russo. Após sua morte, um de seus tutores, Hugh Fraser Stewart, escreveu no The Times que Jones havia sido um "linguista extraordinário". Em Cambridge, ele foi ativo na Liga das Nações da Universidade de Cambridge, servindo como secretário assistente.

## Conselheiro de Lloyd George
Depois de se formar, Jones ensinou línguas por um breve período em Cambridge e, em janeiro de 1930 foi contratado como conselheiro de relações exteriores do parlamentar britânico e ex-primeiro-ministro David Lloyd George, graças a uma apresentação de Thomas Jones . A postagem envolveu a preparação de notas e briefings que Lloyd George poderia usar em debates, artigos e discursos, e também incluiu algumas viagens ao exterior.

## Jornalismo
Em 1929, Jones se tornou um repórter freelance profissional, e em 1930 estava enviando artigos para uma variedade de jornais e revistas especializadas. Em três viagens para a União Soviética, ele entrevistou autoridades e pessoas comuns, trazendo relatos em primeira mão sobre o que acontecia nesse país e na Ucrânia.

## Entrevista com Hitler
No final de janeiro e início de fevereiro de 1933, Jones estava na Alemanha cobrindo a ascensão ao poder do Partido Nazista e estava em Leipzig no dia em que Adolf Hitler foi nomeado Chanceler. Poucos dias depois, em 23 de fevereiro no Richthofen, "o avião de três motores mais rápido e poderoso da Alemanha", Jones se tornou um dos primeiros jornalistas estrangeiros a voar com Hitler enquanto acompanhava Hitler e Joseph Goebbels a Frankfurt, onde relatou para o Western Mail sobre a tumultuada aclamação do novo chanceler em aquela cidade. Ele escreveu no jornal galês Western Mail que se o Richthofen tivesse caído, a história da Europa teria mudado.
Em 1932, Jones esteve na União Soviética duas vezes, por três semanas no verão de 1930 e por um mês no verão de 1931. Ele relatou as descobertas de cada viagem em seu jornalismo publicado, incluindo três artigos intitulados "As Duas Rússias" que ele publicou anonimamente no The Times em 1930, e três artigos cada vez mais explícitos, também anônimo, intitulado "A verdadeira Rússia" no The Times em outubro de 1931, que relatou a fome de camponeses na Ucrânia soviética e no sul da Rússia.

Em março de 1933, ele viajou para a União Soviética pela terceira e última vez e em 7 de março iludiu as autoridades a entrar no SSR ucraniano,  onde manteve diários da fome humana que testemunhou. Em seu retorno a Berlim em 29 de março, ele emitiu seu comunicado de imprensa, que foi publicado por muitos jornais, incluindo The Manchester Guardian e New York Evening Post :
Caminhei por aldeias e doze fazendas coletivas. Em toda parte se gritava: 'Não há pão. Estamos morrendo '. Esse grito veio de todas as partes da Rússia, do Volga, da Sibéria, da Rússia Branca, do Norte do Cáucaso e da Ásia Central . Eu vaguei pela região da terra preta porque aquela já foi a mais rica fazenda da Rússia e porque os correspondentes foram proibidos de ir lá para ver por si mesmos o que está acontecendo. No trem, um comunista me negou que houvesse fome. Joguei uma casca de pão que comia do meu suprimento em uma escarradeira. Um camponês também o pescou e comeu vorazmente. Joguei uma casca de laranja na escarradeira e o camponês novamente agarrou e devorou. O comunista se acalmou. Passei a noite numa aldeia onde costumava haver duzentos bois e agora são seis. Os camponeses comiam forragem para o gado e restavam apenas um mês de suprimento. Disseram-me que muitos já morreram de fome. Dois soldados vieram prender um ladrão. Eles me alertaram contra viagens noturnas, pois havia muitos homens desesperados 'famintos'. 'Estamos esperando a morte' era minha bem-vinda, mas veja, nós ainda temos forragem para o gado. Vá mais para o sul. Lá eles não têm nada. Muitas casas estão vazias de pessoas já mortas ', gritaram.
O relatório foi denunciado por vários jornalistas americanos residentes em Moscou, como Walter Duranty e Eugene Lyons, que vinham obscurecendo a verdade para agradar ao ditatorial regime soviético. Em 31 de março, o New York Times publicou uma negação da declaração de Jones por Duranty sob o título "Russians Hungry, But Not Starving". Duranty chamou o relatório de Jones de "uma grande história assustadora".  historiador Timothy Snyder escreveu que "a afirmação de Duranty de que não havia 'fome real', mas apenas 'mortalidade generalizada por doenças devido à desnutrição' ecoava os usos soviéticos e levava o eufemismo à falsidade. Esta foi uma distinção orwelliana; e, de fato, o próprio George Orwell considerou a fome ucraniana de 1933 como um exemplo central de uma verdade negra que os artistas da linguagem haviam coberto com cores brilhantes. " 
No artigo, fontes do Kremlin negaram a existência de fome; parte do headline The New York Times ' 'russo e observadores estrangeiros no País See nenhum motivo para predicações de Desastres.'
Em 11 de abril de 1933, Jones publicou uma análise detalhada da fome no Financial News, apontando suas principais causas: coletivização forçada de fazendas privadas, remoção de 6 a 7 milhões de "melhores trabalhadores" (os Kulaks) de suas terras, requisições de grãos e animais de fazenda e aumento da "exportação de gêneros alimentícios" da URSS.
Quais são as causas da fome? A principal razão para a catástrofe na agricultura russa é a política soviética de coletivização. A profecia de Paul Scheffer em 1929-1930 de que a coletivização da agricultura seria a nêmesis do comunismo tornou-se absolutamente verdadeira.

- Gareth Jones, Balanço do Plano de Cinco Anos, Notícias Financeiras, 11 de abril de 1933:
Minha primeira evidência foi coletada de observadores estrangeiros. Uma vez que o Sr. Duranty introduz os cônsules na discussão, algo que eu detesto fazer, pois eles são representantes oficiais de seus países e não devem ser citados, posso dizer que discuti a situação russa com,  entre vinte e trinta cônsules e representantes diplomáticos de várias nações,  e que suas evidências apoiaram meu ponto de vista. Mas eles não têm permissão para expressar suas opiniões na imprensa e, portanto, permanecem em silêncio.

Os jornalistas, por outro lado, podem escrever, mas a censura os transformou em mestres do eufemismo e do amenização. Conseqüentemente, eles dão à "fome" o nome educado de 'escassez de alimentos' e 'morrer de fome' é suavizado para ser lido como 'mortalidade generalizada por doenças devidas à desnutrição'. Os cônsules não são tão reticentes em conversas privadas.
Em uma carta pessoal do comissário estrangeiro soviético Maxim Litvinov (que Jones entrevistou enquanto estava em Moscou ) para Lloyd George, Jones foi informado de que estava proibido de visitar a União Soviética novamente.

## Japão e China
Banido da União Soviética, Jones voltou sua atenção para o Extremo Oriente e no final de 1934 ele deixou a Grã-Bretanha em uma "Viagem ao redor do mundo para apuração de fatos". Ele passou cerca de seis semanas no Japão, entrevistando generais e políticos importantes, e finalmente chegou a Pequim . De lá, ele viajou para a Mongólia Interior, na recém-ocupada Manchukuo pelos japoneses, na companhia de um jornalista alemão, Herbert Müller. Detidos pelas forças japonesas, os dois foram informados de que havia três rotas de volta para a cidade chinesa de Kalgan, das quais apenas uma era segura.

## Sequestro e Assassinato
Jones e Müller foram posteriormente capturados por bandidos que exigiram um resgate de 200 armas de fogo Mauser e 100.000 dólares chineses (de acordo com o The Times, o equivalente a cerca de £ 8.000). Müller foi libertado dois dias depois para providenciar o pagamento do resgate. Em 1º de agosto, o pai de Jones recebeu um telegrama: "Bem tratado. Espere o lançamento em breve. " Em 5 de agosto, o The Times relatou que os sequestradores mudaram Jones para uma área de 10 mi (16 km) sudeste de Kuyuan e agora pediam 10.000 dólares chineses (cerca de £ 800), e dois dias depois que ele havia sido movido novamente, desta vez para Jehol . Em 8 de agosto, chegou a notícia de que o primeiro grupo de sequestradores o havia entregue a um segundo grupo, e o resgate aumentou para 100.000 dólares chineses novamente. Os governos chinês e japonês fizeram um esforço para contatar os sequestradores.

Em 17 de agosto de 1935, The Times noticiou que as autoridades chinesas encontraram o corpo de Jones no dia anterior com três ferimentos a bala. As autoridades acreditam que ele tenha sido morto em 12 de agosto, um dia antes de seu 30º aniversário. Suspeitava-se que seu assassinato fora arquitetado pelo NKVD soviético, como vingança pelo constrangimento que causara ao regime soviético. Lloyd George teria dito:
Essa parte do mundo é um caldeirão de intrigas conflitantes e um ou outros interesses em questão provavelmente sabiam que o Sr. Gareth Jones sabia demais do que estava acontecendo. Ele tinha paixão por descobrir o que estava acontecendo em terras estrangeiras onde quer que houvesse problemas e, ao prosseguir em suas investigações, não evitou correr nenhum risco. Sempre tive medo de que ele se arriscasse demais. Nada escapou à sua observação e ele não permitiu que nenhum obstáculo se desviasse de seu curso quando pensava que havia algum fato que ele poderia obter. Ele tinha o dom quase infalível de chegar às coisas que importavam.

## Homenagem Memorial
Em 2 de maio de 2006, uma placa trilíngue(inglês / galês / ucraniano) foi inaugurada na memória de Jones no Old College da Universidade de Aberystwyth, na presença de sua sobrinha Margaret Siriol Colley e do embaixador ucraniano no Reino Unido, Ihor Kharchenko, que o descreveu como um "herói anônimo da Ucrânia". A ideia de uma placa e o financiamento foram fornecidos pela Associação Ucraniana de Liberdades Civis Canadenses, que trabalha em conjunto com a Associação de Ucranianos na Grã-Bretanha. O Dr. Lubomyr Luciuk, diretor de pesquisa da UCCLA, falou na cerimônia de inauguração.
Em novembro de 2008, Jones e o colega jornalista do Holodomor Malcolm Muggeridge foram condecorados postumamente com a Ordem do Mérito Ucraniano em uma cerimônia no Westminster Central Hall, pelo Dr. Kharchenko, em nome do presidente ucraniano, Viktor Yushchenko, por seus serviços excepcionais ao país e ao seu povo.

## Diário de Jones
Em novembro de 2009, os diários de Jones registrando o genocídio feito pelo homem na Grande Fome Soviética de 1932–33 foram exibidos pela primeira vez na Biblioteca Wren do Trinity College, em Cambridge .

## Filme Documentário
O filme ucraniano de 2008 de Serhii Bukovs'kyi, The Living, é um documentário sobre a Grande Fome de 1932-33 e as tentativas de Jones de descobri-la. The Living estreou em 21 de novembro de 2008 na Kyiv Cinema House. Foi exibido em fevereiro de 2009 no European Film Market, na primavera de 2009 no Ukrainian Film Festival em Colônia e em novembro de 2009 no Segundo Festival Anual de Cambridge de Cinema Ucraniano. Recebeu o Prêmio Especial do Júri de Prata de Apricot de 2009 na Competição Internacional de Documentário no Sexto Festival Internacional de Cinema de Golden Apricot em julho de 2009 e o Grande Prêmio de Genebra de 2009 em setembro de 2009.
Em 2012, o documentário Hitler, Stalin e Mr Jones, dirigido por George Carey, foi ao ar na série Storyville da BBC. Posteriormente, foi exibido em cinemas selecionados.
O longa-metragem de 2019, Sr. Jones(no Brasil, "A Sombra de Stalin"), estrelado por James Norton e dirigido por Agnieszka Holland, enfoca Jones e sua investigação e reportagem sobre a fome ucraniana em face da oposição política e jornalística. Em janeiro de 2019, foi selecionado para concorrer ao Urso de Ouro no 69º Festival Internacional de Cinema de Berlim . O filme ganhou o Grand Prix Golden Lions no 44º Festival de Cinema de Gdynia em setembro de 2019.